# Karanlıkdere, Karasu
Karanlıkdere là một xã thuộc huyện Karasu, tỉnh Sakarya, Thổ Nhĩ Kỳ. Dân số thời điểm năm 2008 là 329 người.